# All the Hits 3CD
Az All the Hits Bonnie Tyler brit rockénekesnő 2013. június 14-én megjelent 3 lemezes válogatásalbuma az olaszországi Sony Music és annak al-kiadója a Columbia Records gondozásában.
A lemezborítóhoz a 2001-ben megjelent Greatest Hits kiadványhoz készült fotót használták, melyet Paul Cox készített az énekesnőről.
A lemezen Bonnie Tyler nyolcvanas években megjelent albumainak (Faster than the Speed of Night, Secret Dreams and Forbidden Fire, Hide Your Heart) dalai kerültek fel. A dalok összeállítása a lemezek megjelenési idejének sorrendjében lettek válogatva, tehát a lemez második negyedében a Faster Than the Speed of Night, a harmadik negyedében a Secret Dreams and Forbidden Fire, míg végül az utolsó negyedben a teljes Hide Your Heart album dalai hallhatóak.
A lemez első negyedében a 90-es évek elején megjelent dalai követik egymást. Ez a hét dal, 1991 és 1993 között jelent meg és szerzője és producere Dieter Bohlen.
Az All the Hits egy kollekciós sorozat (Flashback) tagjaként jelenit meg és Aretha Franklin valamint a Modern Talking szintén 3 lemezes válogatásalbumaival egyszerre.

## Dalok
| #    | Dalcím                                                | Zeneszerző                   | Producer        | Hossz |      |
| CD 1 | CD 1                                                  | CD 1                         | CD 1            | CD 1  | CD 1 |
| ---- | ----------------------------------------------------- | ---------------------------- | --------------- | ----- | ---- |
| 1    | Here She Comes                                        | Giorgio Moroder              | Giorgio Moroder | 3:25  |      |
| 2    | Holding Out for a Hero                                | Jim Steinman                 | Jim Steinman    | 5:50  |      |
| 3    | Bitterblue                                            | Dieter Bohlen                | Dieter Bohlen   | 3:49  |      |
| 4    | Against the Wind                                      | Dieter Bohlen                | Dieter Bohlen   | 3:35  |      |
| 5    | Call Me                                               | Dieter Bohlen                | Dieter Bohlen   | 3:49  |      |
| 6    | Take a Chance                                         | Dieter Bohlen                | Dieter Bohlen   | 3:49  |      |
| 7    | Sally Comes Around                                    | Dieter Bohlen                | Dieter Bohlen   | 3:49  |      |
| 8    | Silhouette in Red                                     | Dieter Bohlen                | Dieter Bohlen   | 3:49  |      |
| 9    | Clouds in My Coffee                                   | Dieter Bohlen                | Dieter Bohlen   | 3:49  |      |
| 10   | Going Through The Motion                              | Ian Hunter                   | Jim Steinman    | 4:05  |      |
| 11   | Total Eclipse of the Heart                            | Jim Steinman                 | Jim Steinman    | 4:25  |      |
| 12   | Have You Ever Seen the Rain?                          | J. Fogerty                   | Jim Steinman    | 4:07  |      |
| CD 2 |                                                       |                              |                 |       |      |
| 1    | Faster Than The Speed Of Night                        | Jim Steinman                 | Jim Steinman    | 6:40  |      |
| 2    | Straight From The Heart                               | Bryan Adams                  | Jim Steinman    | 3:38  |      |
| 3    | Take Me Back                                          | Billy Cross                  | Jim Steinman    | 5:35  |      |
| 4    | It's A Jungle Out There                               | Pilger/Polen/Molonay         | Jim Steinman    | 4:33  |      |
| 5    | Tears (feat. Frankie Miller)                          | Frankie Miller               | Jim Steinman    | 3:57  |      |
| 6    | Getting So Excited                                    | Alan Gruner                  | Jim Steinman    | 3:25  |      |
| 7    | Loving You’s a Dirty Job (But Somebody’s Gotta Do It) | Jim Steinman                 | Jim Steinman    | 7:49  |      |
| 8    | Band of Gold                                          | R. Dunbar                    | Jim Steinman    | 5:50  |      |
| 9    | Ravishing                                             | Jim Steinman                 | Jim Steinman    | 6:25  |      |
| 10   | Rebel Without A Clue                                  | Jim Steinman                 | Jim Steinman    | 8:35  |      |
| 11   | Before This Night Is Through                          | B. Cantarelli                | Jim Steinman    | 5:21  |      |
| 12   | Lovers Again                                          | Desmond Child                | Jim Steinman    | 4:35  |      |
| CD 3 |                                                       |                              |                 |       |      |
| 1    | If You Were a Woman                                   | Desmond Child                | Jim Steinman    | 5:15  |      |
| 2    | No Way To Treat A Lady                                | Bryan Adams                  | Jim Steinman    | 5:25  |      |
| 3    | The Best                                              | Holly Knight                 | Desmond Child   | 4:20  |      |
| 4    | To Love Somebody                                      | R. Gibb, B. Gibb, M. Gibb    | Desmond Child   | 5:50  |      |
| 5    | Hide Your Heart                                       | Desmond Child                | Desmond Child   | 4:25  |      |
| 6    | Don't Turn Around                                     | Dianne Warren                | Desmond Child   | 4:18  |      |
| 7    | Streets Of Little Italy                               | Robbie Seidmann              | Desmond Child   | 4:37  |      |
| 8    | Shy With You                                          | Robbie Seidmann              | Desmond Child   | 4:19  |      |
| 9    | Take Another Look At Your Heart                       | Desmond Child                | Desmond Child   | 3:52  |      |
| 10   | Notes From America                                    | Desmond Child                | Desmond Child   | 4:59  |      |
| 11   | Turtle Blues                                          | Janis Joplin                 | Desmond Child   | 4:11  |      |
| 12   | Save Up All Your Tears                                | Diane Warren / Desmond Child | Desmond Child   | 4:10  |      |